# Lettauia
Lettauia är ett släkte av lavar som beskrevs av David Leslie Hawksworth och Rolf Santesson. Lettauia ingår i familjen Fuscideaceae, klassen Lecanoromycetes, divisionen sporsäcksvampar och riket svampar.
Släktet innehåller bara arten Lettauia cladoniicola.